# Psarocolius wagleri
Psarocolius wagleri là một loài chim trong họ Icteridae.